# Al-Abbás
Al-Abbás (arabsky العباس بن عبد المطلب) nebo též Abú ‘Abbás (566-653), plným jménem al-Abbás ibn Abdulmuttalib ibn Hášim, byl strýc proroka Mohameda. Svůj původ od něho odvozuje dynastie Abbásovců. Jako přední člen kurajšovského rodu Hášimovců ochraňoval Mohameda za jeho počátečního působení v Mekce. Islám ale v této době nepřijal. V roce 624 byl muslimy zajat když se účastnil bitvy u Badru na straně Kurajšovců. K islámu přestoupil v roce 629, když muslimové pod vedením Mohamedovým uskutečnili svou první pouť do Mekky.